# Illyrische keizers

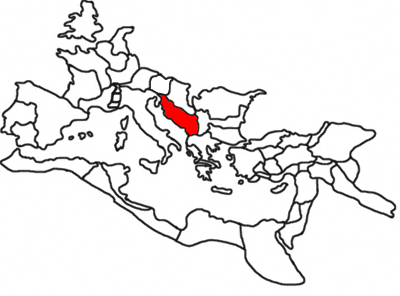
Kaartje met in het rood aangeduid de regio Illyricum.

De Illyrische keizers of Illyriciani  waren een groep Romeinse keizers tijdens de crisis van de derde eeuw, die afkomstig waren uit de regio Illyricum (de  westelijke Balkan). Ze kwamen voornamelijk uit de rangen van het Romeinse leger en behoren tot wat men noemt de soldatenkeizers.
In de 2e en 3e eeuw bevond zich in Illyricum en de andere Donauprovincies (Raetia, Pannonië, Moesië) de grootste concentratie Romeinse strijdkrachten (twaalf legioenen, tot een derde van het totale leger). Keizer Gallienus (260-268) had het mogelijk gemaakt, dat niet enkel senatoren tot de hogere militaire rangen konden worden benoemd. Vanaf nu konden beroepssoldaten van nederige afkomst zich opwerken tot primus pilus en zo aan het hoofd van een legioen worden geplaatst en hiermee een leidinggevende functie binnen het leger verwerven.
De historische periode van de Illyrische keizers begint met Claudius Gothicus in 268 en eindigt in 284 met Diocletianus en de instelling van de Tetrarchie. Deze periode was een cruciale periode in de geschiedenis van het Romeinse Rijk, het was een keerpunt in de crisis van de derde eeuw, een periode van herstel. Alle Illyrische keizers waren getrainde en bekwame soldaten en herstelden de meeste provincies naar de voormalige situatie. Het Gallische keizerrijk en het Palmyreense Rijk werden terug ingelijfd.  Latere keizers uit Illyrië, Thracië of Dacië hadden een prominente rol in het rijk gedurende de 4e eeuw en daarna.

## Illyrische keizers uit de 3e eeuw en 1e helft van de 4e eeuw

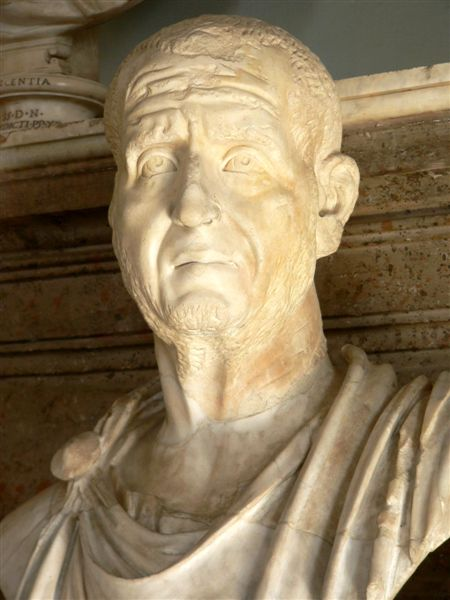
Decius, de eerste van de Illyrische keizers.

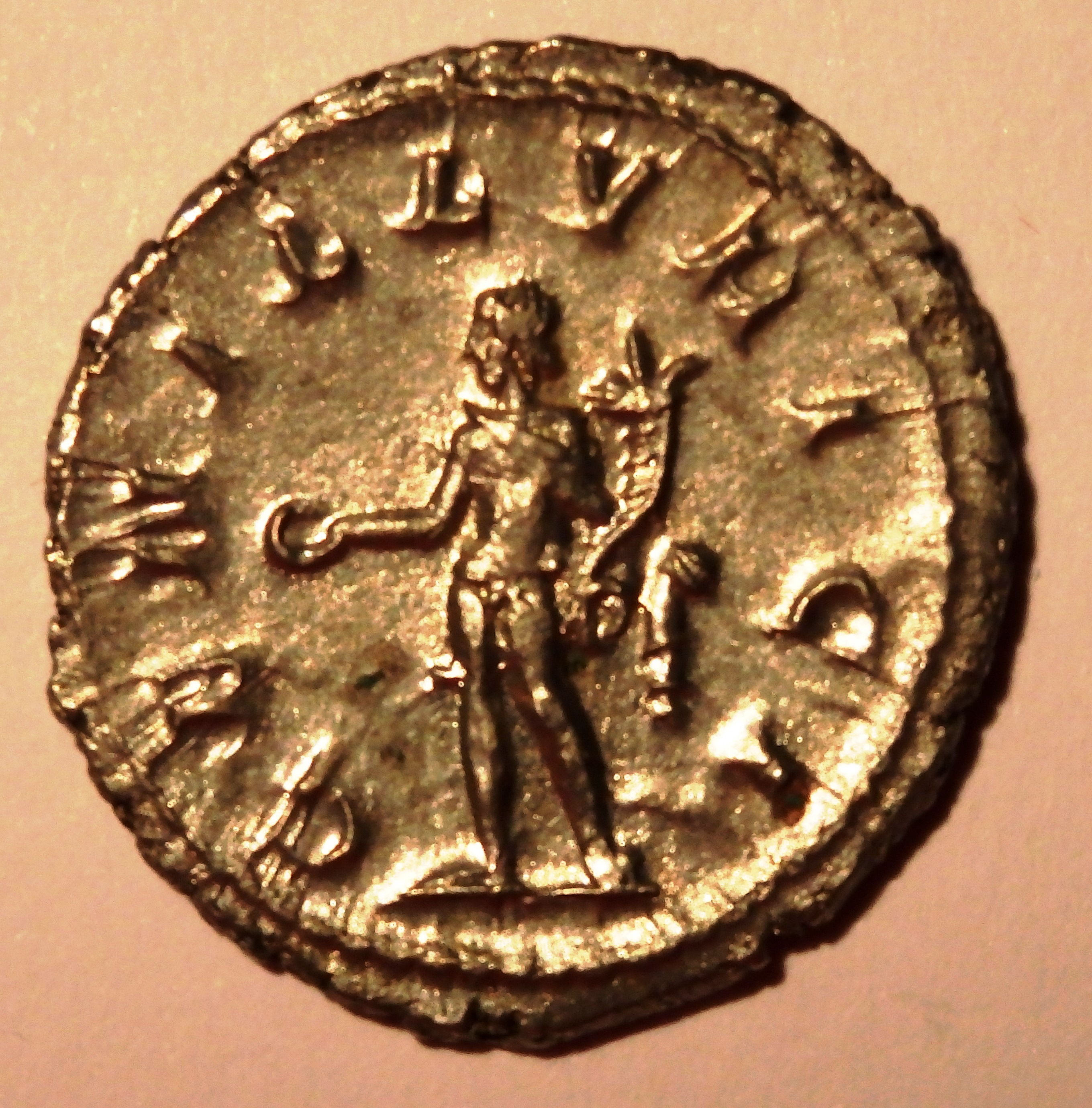
Genius Illurici op een Antoninianus van Decius met het omschrift GEN ILLVRICI.

- Decius (249-251)
- Hostilianus (251)
- Claudius Gothicus (268-270)
- Quintillus (270)
- Aurelianus (270-275)
- Probus (276-282)
- Diocletianus (284-305)
- Maximianus (286-305)
- Galerius (305-311)
- Constantius I Chlorus (293-306)
- Constantijn de Grote (306-337)
- Maximinus Daia (310-313)

## Illyrische keizers uit de 2e helft van de 4e eeuw
- Jovianus (363-364)
- Valentinianus I (364-375)
- Flavius Julius Valens (364-378)

## Illyrische Oost-Romeinse keizer in de 5e en 6e eeuw
- Anastasius I (491-518)
- Justinus I (518-527)
- Justinianus I (527-565)